# Île Australia
Pour les articles homonymes, voir Australia.
L'île Australia est une île française de l'archipel des Kerguelen située au fond du golfe du Morbihan, un golfe formé par plusieurs péninsules de la Grande Terre. Elle est localisée au sud de la presqu'île du Gauss, à l'est de la presqu'île Amiral Douglas et au nord de l'île Longue.

## Description
Une cabane équipée permet aux scientifiques d'y résider pour leurs travaux.